# Destri
Destri è un singolo del cantautore italiano Gazzelle, pubblicato il 25 settembre 2020 come primo estratto dal terzo album in studio OK. 
Il singolo è stato anticipato da una campagna pubblicitaria a Roma e a Milano, dove dei manifesti riportavano la frase Non è colpa mia che compare all'inizio del ritornello.

## Video musicale
Il videoclip, pubblicato su YouTube il 29 settembre 2020 e diretto da BENDO, è ambientato all'interno di una casa, dove il cantante appare prima in una Panda ferma dopo aver distrutto un muro dell'abitazione e poi disteso sul letto.

## Tracce
1. Destri – 3:05

## Classifiche

### Classifiche settimanali
| Classifica (2020) | Posizione massima |
| ----------------- | ----------------- |
| Italia            | 2                 |

### Classifiche di fine anno
| Classifica (2020) | Posizione |
| ----------------- | --------- |
| Italia            | 40        |
| Classifica (2021) | Posizione |
| Italia            | 35        |
| Classifica (2022) | Posizione |
| Italia            | 91        |